# Aisling
Aisling  è un nome proprio di persona irlandese femminile.

## Varianti
- Femminili: Aislinn[1][2], Aislin[1], Aislynn[2], Ashling[1][3], Ashlynn[2][3], Ashlyn[3], Ashleen[3], Eislinn[2]

## Origine e diffusione

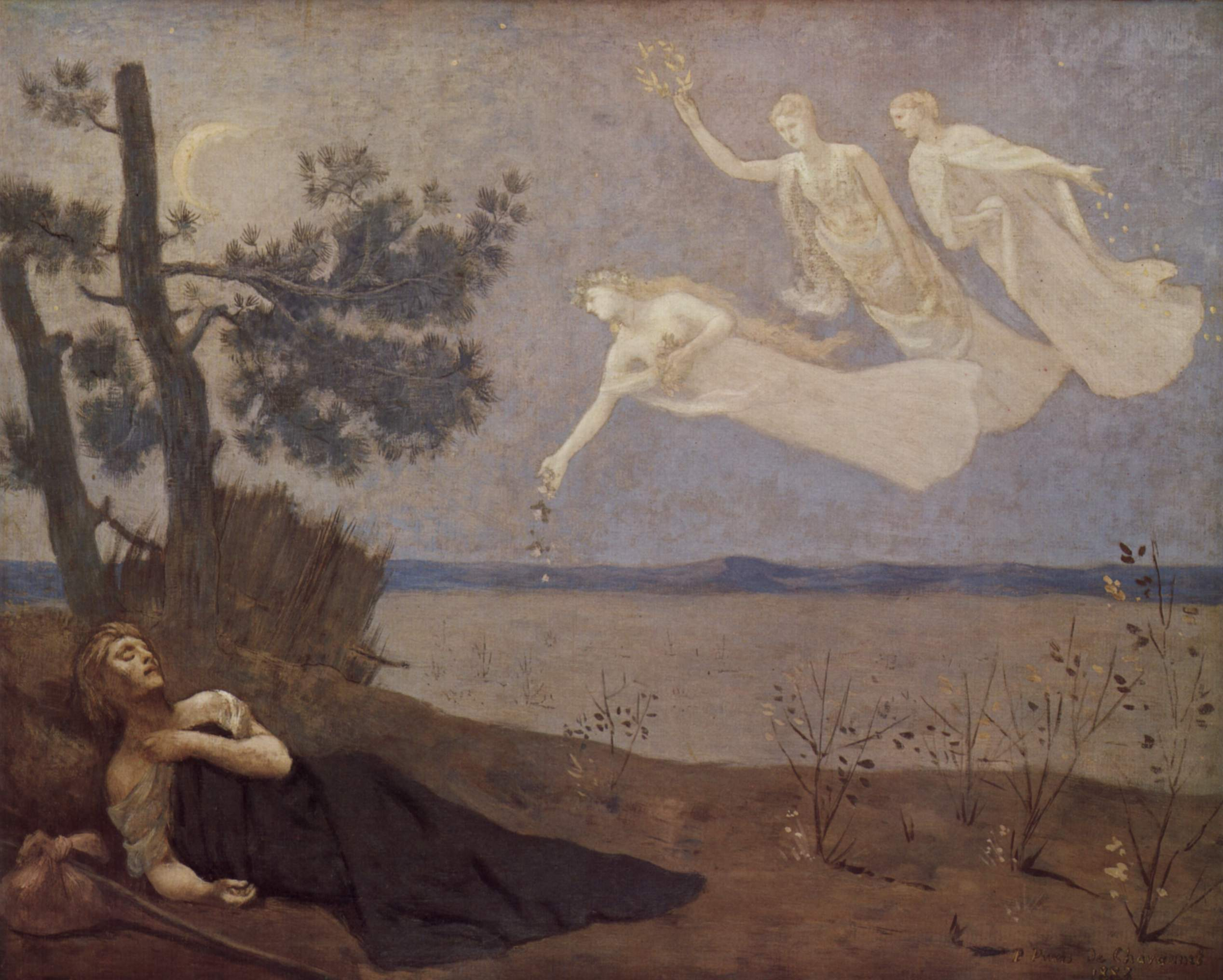
Un aisling in un dipinto di Pierre Puvis de Chavannes

È basato sul termine irlandese aisling, che vuol dire "sogno", "visione" (lo stesso del nome Sanja), ed è anche il nome di un tipo di poesia irlandese diffusosi nel tardo XVII secolo.
Sebbene sia diffusa la convinzione che "Aisling" sia stato un nome diffuso nel Medioevo in Irlanda, non vi alcuna prova che ciò sia vero (un nome maschile simile, Aislinge o Aislingthe, è presente nell'antica letteratura irlandese, ma non sembra essere correlato a questo); il nome è con tutta probabilità una creazione moderna databile fra il XIX e il XX secolo.

## Onomastico
Non esistono sante che portano questo nome, che quindi è adespota. L'onomastico può essere festeggiato in occasione di Ognissanti, il 1º novembre.

## Persone
- Aisling Franciosi, attrice irlandese
- Aisling Walsh, regista e sceneggiatrice irlandese

### Variante Ashlyn

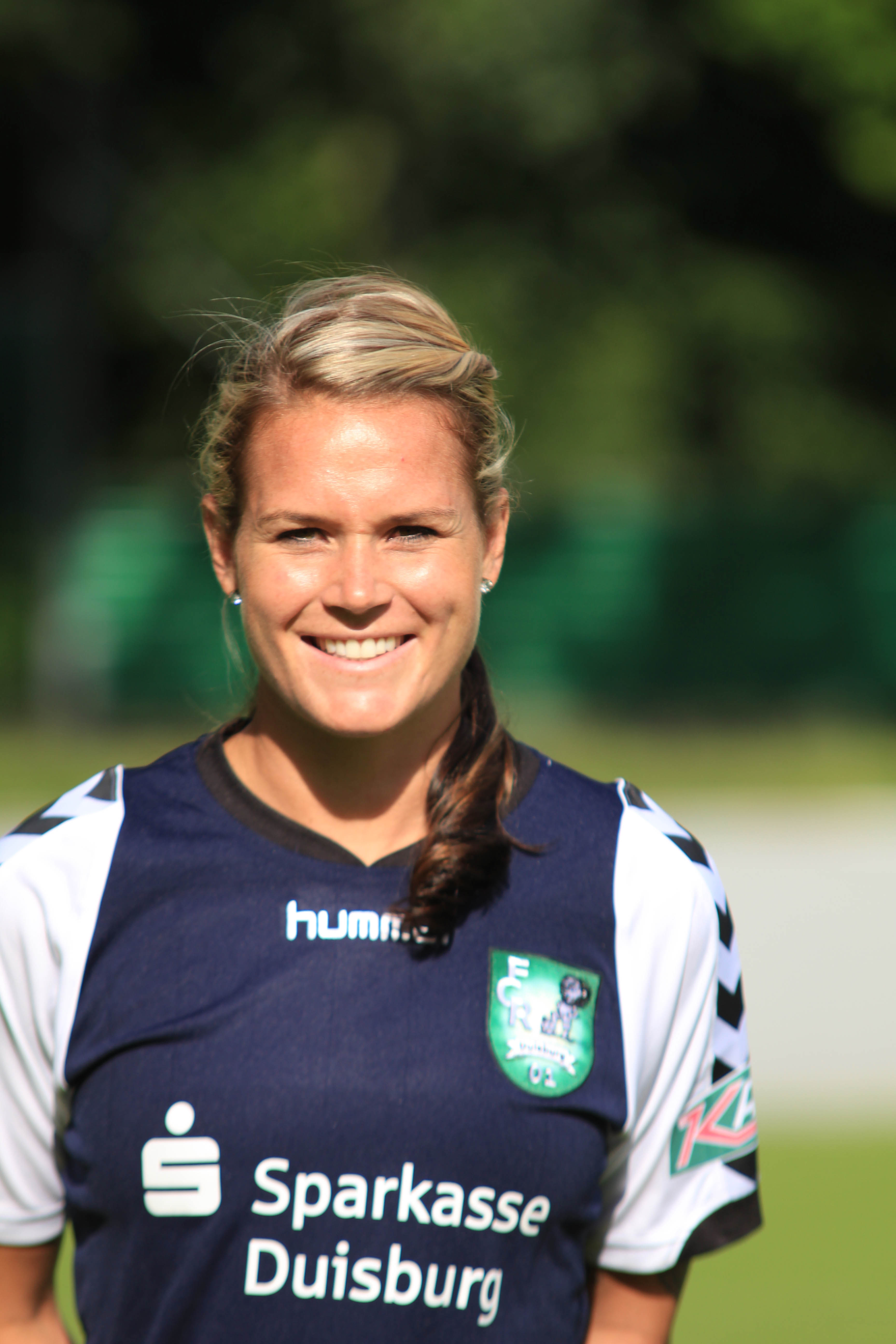
Ashlyn Harris

- Ashlyn Gere, attrice e pornoattrice statunitense
- Ashlyn Harris, calciatrice statunitense
- Ashlyn Pearce, attrice e modella statunitense
- Ashlyn Sanchez, attrice statunitense

### Altre varianti
- Ashlynn Brooke, attrice pornografica statunitense
- Aislinn Derbez, attrice e modella messicana
- Aislinn Paul, attrice canadese
- Ashlynn Yennie, attrice, regista, sceneggiatrice e produttrice cinematografica statunitense

## Il nome nelle arti
- Aislinn è un personaggio di alcuni romanzi di Melissa Marr, primo fra i quali Wicked Lovely.
- Aisling Atherton è un personaggio di alcuni romanzi di Herbie Brennan, primo fra i quali La guerra degli elfi.
- Aislinne Kray è un personaggio dei romanzi di Terry Brooks L'ultimo cavaliere e Il potere della magia.
- Aisling è un personaggio nei romanzi di Laurell Kaye Hamilton, nella saga di Meredith NicEssus
- Ashlynn è un personaggio del cartone animato Barbie e le 12 principesse danzanti